# 斯欧角鸮
斯欧角鸮（學名：Otus siaoensis）是鴟鴞科角鴞屬下的一種鸟类，推测仅在印度尼西亞北蘇拉威西省的錫奧島（斯欧岛）上生活。
實際上自1866年搜集得其正模标本後，即使是在1992年、2004年、2005年、2012年的多次考察也沒有再找到其影蹤。近年也有一些本地目視報告，但這些報告都沒能夠提供極可靠的証據。到目前為止，有關其種群數目等資料仍然十分匱乏。因在其棲地上火山仍然活躍，當地環境的植被數目不多，估計即使未绝灭每一種群也只以小數目存在。由於分佈狹窄，種群數目受到自然限制，故在IUCN紅色名錄內列為極危物種。
2017年12月，有人向YouTube上传一条捕获角鸮的视频，据信为斯欧角鸮，但该个体与正模标本是否为同一物种尚需确认。

## 外部連結
- 國際鳥盟介紹 （页面存档备份，存于）
- 国际鸟盟2025介绍 （页面存档备份，存于）